# John Blanke

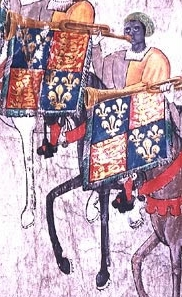
Detalle del Westminster Tournament Roll (1511) con el músico identificado como John Blanke, el único con turbante.

John Blanke, también escrito Blancke o Blak (fl. 1507-1512), fue un conocido músico negro en el Londres de principios del siglo XVI en el empleo tanto de Enrique VII como de Enrique VIII, siendo uno de los ocho trompetistas reales bajo las órdenes de Peter de Casa Nova.
Aunque no consta expresamente, es posible que llegara a Inglaterra en 1501 como miembro del séquito de Catalina de Aragón para su boda con el príncipe Arturo, hermano mayor del futuro rey de Inglaterra, Enrique VIII, ya que se sabe que con Catalina llegó a Inglaterra una doncella llamada Catalina de Cardones, una mujer de origen africano nacida en Motril, Granada.
Aunque poco se conoce de su vida, figura como «John Blanke, the blacke Trumpet» («John Blacke, el trompetista negro») en diciembre de 1507, cuando se le abona 20 chelines por sus servicios el mes anterior, pagos que constan a lo largo de 1508. Asimismo, Blanke tocó en el funeral Enrique VII, el 11 de mayo de 1509, y durante la coronación de su hijo, Enrique VIII, el mes siguiente. Poco después, y tras la muerte de otro trompetista real, el italiano Domynck Justinian, Blanke solicita al rey un aumento de sueldo y consigue el doble de su sueldo anterior.
Blanke aparece dos veces en el Westminster Tournament Roll, un manuscrito iluminado de 1511, con motivo de las celebraciones encargadas por Enrique VIII con motivo del nacimiento de su primogénito, Enrique, duque de Cornualles.
La última vez que se le menciona es cuando, al casarse Blanke en enero de 1512, el rey Enrique VIII ordena entregarle a «John Blak, our trompeter» («John Blak, nuestro trompetista»), un traje, un sombrero y un gorrito «to be taken of our gift against his marriage» («como nuestro regalo de boda»). Su nombre ya no aparece en la lista de trompetistas reales realizada en enero de 1514.